# Farmersburg (Indiana)
Farmersburg es un pueblo ubicado en el condado de Sullivan en el estado estadounidense de Indiana. En el Censo de 2010 tenía una población de 1118 habitantes y una densidad poblacional de 580,97 personas por km².

## Geografía
Farmersburg se encuentra ubicado en las coordenadas 39°15′9″N 87°22′51″O / 39.25250, -87.38083. Según la Oficina del Censo de los Estados Unidos, Farmersburg tiene una superficie total de 1.92 km², de la cual 1.92 km² corresponden a tierra firme y (0%) 0 km² es agua.

## Demografía
Según el censo de 2010, había 1118 personas residiendo en Farmersburg. La densidad de población era de 580,97 hab./km². De los 1118 habitantes, Farmersburg estaba compuesto por el 97.94% blancos, el 0.63% eran afroamericanos, el 0.36% eran amerindios, el 0.27% eran asiáticos, el 0% eran isleños del Pacífico, el 0.09% eran de otras razas y el 0.72% pertenecían a dos o más razas. Del total de la población el 1.25% eran hispanos o latinos de cualquier raza.